# Eric Fletcher Waters
Eric Fletcher Waters, né le 12 mars 1913 à Copley (en) dans le  comté de Durham, en Angleterre, et mort le 18 février 1944 à Aprilia en Italie, est un lieutenant de l’armée britannique durant la Seconde Guerre mondiale mort pendant l’opération Shingle en 1944.
Il est le père du bassiste Roger Waters, célèbre pour avoir fait partie du groupe britannique Pink Floyd, et a eu une influence majeure sur ses compositions, alors qu’ils ne se sont jamais rencontrés.

## Biographie
Eric Fletcher Waters naît en 1913 et étudie à la Bishop Auckland, dans le comté de Durham, avant de gagner une bourse d'études à l’université du même nom. Il est le fils de George Henry Waters mort en France le 14 septembre 1916  à Marœuil lors de la Première Guerre mondiale.
Avec sa conjointe Mary, qui est professeur, il a deux enfants : John, qui deviendra chauffeur de taxi, et Roger, qui deviendra bassiste du groupe Pink Floyd.
Bien qu’étant communiste et pacifiste, il devient soldat, puis lieutenant pendant la Seconde Guerre mondiale de 1939 à 1944, année où il meurt pendant le débarquement d'Anzio en Italie le 18 février 1944. Son corps n’a jamais été retrouvé, mais il est honoré au Cassino Memorial en honneur aux soldats de l’opération.
Le 18 février 2014, son fils Roger Waters se rend à Anzio pour recevoir la citoyenneté honoraire et découvrir la stèle dédiée à son père.

## Hommages de Pink Floyd
Roger Waters, le bassiste de Pink Floyd, est le fils d’Eric Waters : il lui a dédié plusieurs chansons ou albums.
- La chanson Corporal Clegg, présente sur l’album A Saucerful of Secrets ;
- La chanson Free Four, figurant sur l’album Obscured by Clouds ;
- La chanson Us and Them, qui parle de la guerre en général, sur l’album The Dark Side of the Moon ;
- Plusieurs chansons sur l’album The Wall, dont l’un des concepts principaux est la guerre ;
- La chanson When the Tigers Broke Free, qui raconte explicitement la mort du soldat, dans le film The Wall ;
- Toutes les chansons de l’album The Final Cut, qui lui est directement dédié.